# Großsteingräber bei Zarnewanz
Die Großsteingräber bei Zarnewanz waren vier megalithische Grabanlagen der jungsteinzeitlichen Trichterbecherkultur bei Zarnewanz im Landkreis Rostock (Mecklenburg-Vorpommern). Zum Erhaltungszustand von Grab 1 existieren widersprüchliche Angaben. Es trägt die Sprockhoff-Nummern 346. Die Gräber 2 und 3 wurden im späten 19. und frühen 20. Jahrhundert zerstört. Der Zustand des Grabes Fpl. 7 ist unklar. Die Gräber 1 und 2 wurden im April 1899 von Robert Beltz archäologisch untersucht. Die dabei gemachten Funde gelangten ins Großherzogliche Museum zu Schwerin, das heutige Archäologische Landesmuseum Mecklenburg-Vorpommern.

## Lage
Der Standort von Grab 1 befindet sich direkt am östlichen Ortsrand von Zarnewanz auf einer kleinen Bauminsel auf einem Feld. Grab 2 befand sich 550 m nördlich hiervon auf der Westseite der Gnewitzer Straße und Grab 3 lag 800 m südöstlich von Grab 1. 550 m nordöstlich von Grab 3 bzw. 1,2 km östlich von Grab 1 befinden sich am Rand eines Waldstücks die Reste des Grabes Fpl. 7. In der näheren Umgebung gibt es zahlreiche weitere Großsteingräber. 1,6 km nordöstlich von Grab 1 liegen die Großsteingräber bei Gnewitz, 2,4 km westlich das Großsteingrab Tessin und 3,1 km nordwestlich die Großsteingräber bei Stormstorf.

## Forschungsgeschichte
Die Gräber wurden erstmals 1898 von Friedrich Schlie in seinem Werk Die Kunst- und Geschichts-Denkmäler des Grossherzogthums Mecklenburg-Schwerin beschrieben. Im April 1899 führte Robert Beltz in den Gräbern 1 und 2 eine archäologische Grabung durch. Ernst Sprockhoff dokumentierte diese beiden Gräber im 1967 erschienenen zweiten Band seines Atlas der Megalithgräber Deutschlands. Im Gegensatz zu vielen anderen Gräbern nahm er ihre Standorte aber nicht persönlich in Augenschein (wohl weil er beide Anlagen als zerstört betrachtete), sondern übernahm die Angaben von Beltz. Ewald Schuldt führte 1972 für Zarnewanz drei Großsteingräber auf, davon Grab 1 als erhalten und die beiden anderen als zerstört. In der Bodendenkmalliste des Landes Mecklenburg-Vorpommern fehlt Grab 1 allerdings.
Die Gräber wurden von verschiedenen Forschern unterschiedlich nummeriert:
| Fundplatz-Nr. | Schlie | Beltz | Sprockhoff | Schuldt |
| ------------- | ------ | ----- | ---------- | ------- |
| –             | 1      | 1     | I (346)    | 1       |
| –             | 4      | 2     | 2          | 2       |
| 18            | –      | 3     | –          | 3       |
| 7             | –      | –     | –          | –       |

## Beschreibung

### Grab 1

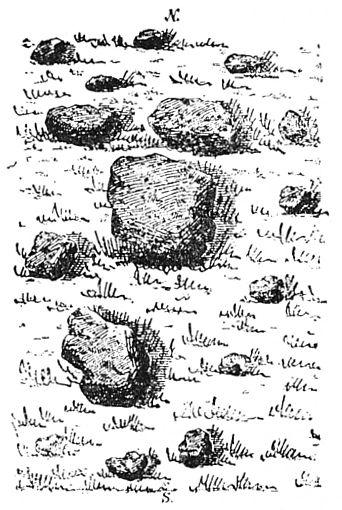
Zeichnung von Grab 1 nach Schlie

Bei Grab 1 handelt es sich um ein Ganggrab von Untertyp Holsteiner Kammer. Die Grabkammer ist ostnordost-westsüdwestlich orientiert. Sie besaß ursprünglich eine steinerne Umfassung, die aber bereits bei Beltz’ Untersuchung restlos verschwunden war. Die Kammer bestand 1899 noch aus jeweils vier Wandsteinen an den Langseiten, je einem Abschlussstein an den Schmalseiten und vier Decksteinen. Fast alle Steine standen noch in situ; die beiden mittleren Decksteine waren ins Innere der Kammer gesunken und die zugehörigen Wandsteine leicht nach außen geneigt. Die Kammer hatte von außen eine Länge von 7,5 m, eine Breite von 3,5 m und eine Höhe von 1,55 m bzw. von innen eine Länge von 5,5 m, eine Breite von 2,5 m und eine Höhe von 0,8 m. Die Wandsteine waren durchschnittlich 1 m lang, 0,6 m hoch und 0,85 m breit. Die Zwischenräume der Wandsteine waren mit Trockenmauerwerk aus Sandsteinplatten verfüllt, die in der untersten Schicht senkrecht gestellt und darüber waagerecht gelegt und mit kleineren Steinen verkeilt waren. Der Kammerboden war mit Lehm und stellenweise mit geglühten Feuerstein-Splittern gepflastert. Drei Reihen aus senkrecht gestellten Sandsteinplatten, die zwischen den Zwischenräumen der Wandsteine verliefen, unterteilten die Kammer in vier Quartiere. Zwischen dem ersten und zweiten östlichen Träger der nördlichen Langseite fehlte das Trockenmauerwerk. Hier befand sich der Eingang zur Kammer. Der vorgelagerte Gang wurde durch zwei etwa 0,4 m hohe, an die Wandsteine angelehnte Platten und die östliche Gangplatte markiert. Die westliche Gangplatte und der Deckstein waren nicht erhalten.

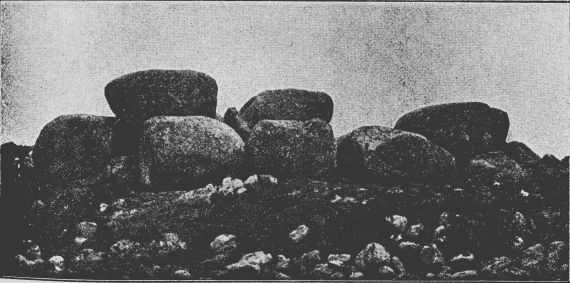
Fotografie von 1899
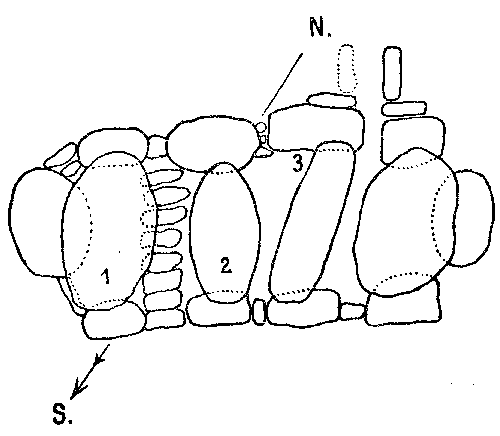
Grundriss nach Beltz

Wegen der noch aufliegenden Decksteine konnte die Kammer nicht vollständig untersucht werden, weshalb nur an drei Stellen Sondagen stattfanden. Unter dem westlichen Deckstein wurden die Scherbe einer rötlichbraunen, winkelverzierten Konusschale sowie Feuerstein-Abschläge gefunden. Holzkohle deutete außerdem auf eine Feuerstelle hin. Unter dem zweiten Deckstein fand Beltz zwei Feuerstein-Messer und eine unregelmäßig geformte Sandstein-Platte, die er für einen Schleifstein hielt. Unter dem dritten Deckstein stellte er Reste einer nach Osten ausgerichteten Bestattung fest. Vom Skelett waren noch die Oberschenkel erhalten. Ungefähr an der Stelle eines Oberarms, des Beckens und eines Unterschenkels waren drei Keramikgefäße aufgestellt, von denen aber nur noch Scherben erhalten waren. Es handelte sich um ein doppelkonisches Gefäß mit Tannenzweig-Dekor, ein weiteres Gefäß mit ähnlichem Dekor und ein schwärzliches, unverziertes Gefäß unbestimmbaren Typs. Die genaue Fundlage eines Feuerstein-Meißels wurde nicht vermerkt.

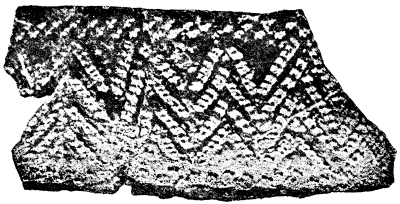
Scherbe mit Winkeldekor
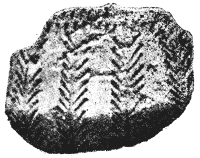
Scherbe mit Tannenzweigdekor

### Grab 2
Bei Grab 2 handelte es sich um ein nord-südlich orientiertes kammerloses Hünenbett. Es hatte eine Länge von 18 m, eine Breite von 5,2 m und eine Höhe von 1 m. Auf einer Länge von 15 m und einer Breite von 2,2 m lagen etwa 70–80 Steine beieinander. Sie maßen zwischen 0,6 m und 1 m im Durchmesser, wobei die nördlichen Steine etwas größer waren. Unter den Steinen stellte Beltz eine etwa 0,2 m dicke Sandschicht fest und unter dieser wiederum eine Schicht aus kleineren Steinen von etwa 0,25 m Durchmesser. An mindestens zwei Stellen (Beltz vermutete insgesamt drei) gingen mauerartige Steinschichtungen quer durch den Hügel. Begräbnisse oder Beigaben konnte Belz nicht feststellen.

### Grab 3
Grab 3 war etwa einen Monat vor Beltz’ Untersuchung der beiden anderen Anlagen von Steinschlägern zerstört worden. Er erhielt allerdings eine Beschreibung, wonach es aus vier Wandsteinen von etwa 1 m Länge und einem aus der Erde ragenden Deckstein bestanden hatte. Das Grab ist somit als Urdolmen anzusprechen. An Beigaben waren ein Feuerstein-Beil, das Bruchstück eines weiteren Feuerstein-Beils und zwei Steinbeile, vermutlich aus Diorit, gefunden worden. Diese verblieben zunächst im Privatbesitz des Bürgermeisters von Teterow und befinden sich heute ebenfalls im Archäologischen Landesmuseum.

### Grab Fpl. 7
Am Standort dieses Grabes sind noch einige gesprengte Findlinge zu erkennen. Zu den Maßen und dem ursprünglichen Aussehen der Anlage liegen keine Angaben vor.